# ヒサウチソウ
ヒサウチソウ（久内草、学名：Bellardia trixago）はハマウツボ科に分類される植物の一種。

## 分布
地中海沿岸を原産とする。北アメリカやオーストラリア、日本（東海、近畿、四国）に外来種として定着している。
日本では1982年に愛知県名古屋市で初めて発見された。和名は日本の植物学者である久内清孝に記念して命名されたものである。

## 特徴
越年性の半寄生植物。草丈は10-30cmで、茎は直立し、全体には軟毛と腺毛が密生している。春から初夏にかけて、白色の花を咲かせる。花は穂状花序で、上唇は薄い紫色となる。